# Veensgarth

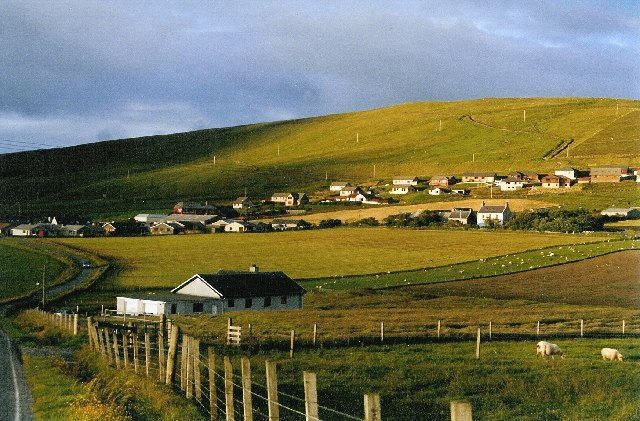
Blick von Südwesten auf den Ort

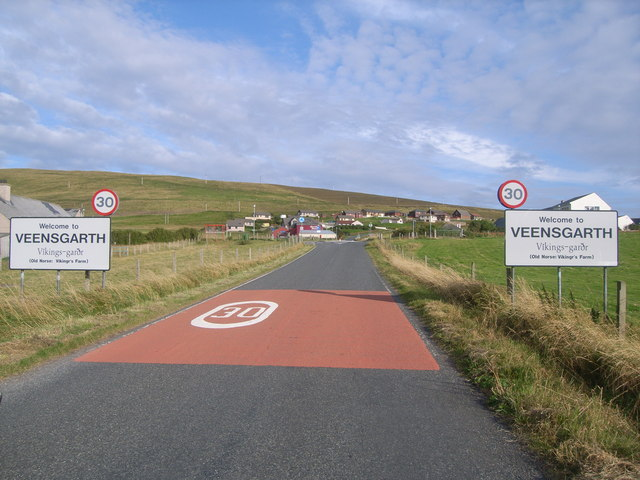
Ortseingang von Veensgarth

Veensgarth ist eine Ortschaft, die im Süden der zu Schottland zählenden Shetlands liegt.

## Geographie
Veensgarth liegt in einer zentralen Gegend von Mainland in einer flachwelligen Landschaft mit dem See Loch of Tingwall im Südwesten und dem obersten Ende der Meeresbucht Dales Voe im Südosten. Höher gelegen sind die Berge Hill of Griesta im Westen, Setter Hill im Südwesten und Burra Dale im Süden. Zum Lerwick Airport ist es einen Kilometer nach Nordwesten. Die nächstgelegene Ortschaft ist Gott im Nordosten.

## Historisches
Im Rahmen der historischen Gliederung Schottlands in Civil Parishes zählt Veensgarth zu Tingwall. Im Ort sind zwei Bauwerke als Listed Building der Kategorie C eingestuft worden. Diese sind das Veensgarth House sowie der Bauernhof Veensgarth Steading.

## Verkehr
Veensgarth liegt an der A970, bis zu einem Umbau in den 1970er Jahren hatte von ihr südlich des Ortes die A971 abgezweigt. Zugleich beginnt hier die B9074, die nach Hamnavoe im Südwesten führt.